# Rudi Dutschke
Rudi Dutschke egentlig Alfred Willi Rudolf Dutschke (født 7. marts 1940 i Schönefeld, Tyskland, død 24. december 1979 i Aarhus i Danmark) var en tysk marxist, filosof og sociolog.
Dutschke var den mest fremtrædende talsmand for den tyske studenterbevægelse i 1960'erne og var med i organisationen Sozialistischer Deutscher Studentenbund (SDS) indtil april 1968, hvor han blev hårdt såret ved et attentatforsøg. Han talte for en lang, kraftfuld march gennem institutionerne for at skabe radikale ændringer i regeringen indefra og i samfundet ved at blive en integreret del af magtens maskineri. Det var en idé, han tog op efter sin fortolkning af Antonio Gramsci og Frankfurterskolen af kulturel marxisme. I 1970'erne fulgte han op på denne idé ved at tilslutte sig den spirende grønne bevægelse.
I 1968 overlevede han et attentat begået af Josef Bachmann. Radikale studerende lagde skylden for mordforsøget på en kampagne i Axel Springer-koncernens aviser mod studenterbevægelsen. Dette førte til forsøg på at blokere distributionen af Springer-koncernens aviser over hele Vesttyskland, hvilket igen førte til store gadekampe i mange tyske byer.
Efter attentatet bosatte Dutschke sig i England, hvorfra han imidlertid blev udvist i 1971 og flyttede til Aarhus, hvor han arbejdede ved Aarhus Universitet. Han døde i 1979 af eftervirkninger af attentatet.
Dutschke var gift med Gretchen Dutschke-Klotz, med hvem han havde tre børn.

## Opvækst

### Ungdomstiden
Rudi Dutschke voksede op som den fjerde søn af en postfunktionær i DDR, hvor han var medlem af en evangelisk ungdomsorganisation, som prægede ham i retning af den kristensocialisme, som senere blev et kendetegn for ham. Han var aktiv udøver af tikamp og ønskede en videre uddannelse indenfor sport, hvorfor han for at øge sine chancer for en uddannelse indtrådte i Freie Deutsche Jugend (FDJ) i 1956.
Opstanden i Ungarn i 1956 politiserede Dutschke. Han tog nu parti for udviklingen af en demokratisk socialisme, der distancerede sig fra udviklingen i såvel USA som Sovjetunionen.
I 1957 trådte han offentligt frem med kritik af "militariseringen" af det østtyske samfund og for rejsefrihed til Vesttyskland. På grund af disse ytringer blev han af myndighederne nægtet det studium i sportsjournalistik, som han havde ansøgt om.
Dutschke pendlede regelmæssigt til Vestberlin, hvor han dog ikke kunne få sin eksamen fra gymnasiet anerkendt. Han måtte skrive sportsreportager til Axel Springers forlag, men uden vederlag. Fra januar til august 1961 opholdt han sig i Karl-Marx-Stadt.
Da han ikke havde i sinde at aftjene sin værnepligt, rejste han den 12. august 1961 til Vestberlin med henblik på at få mulighed for at studere her. Dagen efter, den 13.august 1961, blev Berlinmuren opført. Dutschke meldte sig derfor til myndighederne i en af nødlejrene, hvor han anmodede om statsborgerskab i Vesttyskland.
Han studerede herefter fagene sociologi, etnologi, filosofi og statsvidenskab ved Freie Universität Berlin, hvor han var tilknyttet indtil 1973. Dutschke studerede især værker af Karl Marx, Georg Lukács, Theodor W. Adorno, Max Horkheimer og Herbert Marcuse. Han fastholdt dog en religiøs og udogmatisk indfaldsvinkel til disse teoretikere.

### Studenterbevægelsen
Dutschke kom tidligt med i studenterpolitisk arbejde, hvor han forenede sine studier af marxistiske klassikere med et praktisk engagement. I tidsskriftet Anschlag fremførte han en kritik af kapitalismen, kommenterede krige og undertrykkelse i den tredje verden og belyste uretfærdigheder og overgreb på mindretal.
I 1962 grundlagde Dutschke sammen med Bernd Rabehl en "aktionsgruppe" betegnet som "Subversive Aktion", der blandt andet i december 1964 organiserede en demonstration mod Congos premierminister Moïse Tshombe, da denne var på statsbesøg i Vestberlin. I januar 1965 blev Dutschke og hans tilhængere medlemmer af Sozialistischer Deutscher Studentenbund (SDS). Allerede i februar samme år blev han medlem af organisationens politiske ledelse og lagde herefter den politiske kurs i SDS.
I løbet af 1966 organiserede Dutschke og SDS talrige demonstrationer for at gennemføre en reform af de videregående uddannelser, samt mod forskellige lovforslag og ikke mindst Vietnamkrigen. Ved en af disse formulerede han sin teori om "marchen mod institutionerne" således:
"'Al magt til sovjetterne' betyder under de nutidige forhold kun en bevidst tilkæmpelse af magten, gennemførelse af en revolution ved flertallet. Indtil det punkt, hvor flertallet er parat til at overtage kontrollen med samfundets processer, lærer menneskene sig selvstændighed ved 'den lange march gennem institutionerne'. Det er svaret på, hvordan 'et lille radikalt mindretal' kan blive til et flertal. Ikke ved at grundlægge et parti, der forsøger at opnå 51 % af stemmerne, men ved at gå ind i partiet og parlamenterne og forandre dem."
Den 23. marts 1966 giftede Dutschke sig med amerikaneren Gretchen Klotz. De fik tre børn sammen. Den yngste søn, Rudi-Marek Dutschke, blev født fire måneder efter Rudi Dutschkes død og blev senere politisk aktiv på venstrefløjen i Tyskland.
I maj 1966 arrangerede Rudi Dutschke en landsomfattende demonstration og en Vietnamkongres i Frankfurt am Main med deltagelse af en række kendte venstreorienterede professorer fra Neue Linke, blandt andre Herbert Marcuse og Oskar Negt samt de venstreorienterede fra SPD (Frank Deppe og Wolfgang Abendroth).
Dutschke og to af hans venner, eksiliraneren Bahman Nirumand og chileneren Gaston Salvatore, arrangerede fra maj 1967 protestmøder som forberedelse til demonstrationer mod det planlagte statsbesøg, hvor den persiske shah Mohammad Reza Pahlavi skulle modtages. Under en demonstration mod shahen den 2. juni 1967 skød og dræbte politibetjententen Karl-Heinz Kurras studenten Benno Ohnesorg. Dutschke og hans kammerater i SDS gennemførte herefter en landsomfattende sit down-blokade med krav om en opklaring af omstændighederne ved drabet. Demonstranterne krævede, at den ansvarlige for politiaktionen skulle afskediges. Samtidig gjorde de Axel Springer medansvarlig, fordi hans forlag ejede flere aviser, som efter Dutschkes opfattelse havde ophidset til en hård linje overfor demonstranterne.

## Attentat og senere liv
I februar 1968 arrangerede Vestberlins bystyre en demonstration til støtte for USA som garant for Vesttysklands frihed. Deltagerne bar plakater med påskriften: "Folkefjende nr. 1: Rudi Dutschke".
Den 11. april 1968 blev Dutschke skudt i hovedet med tre skud affyret af den 24-årige ufaglærte arbejder og højreekstremist Josef Bachmann, som ifølge den militante venstrefløj var påvirket af Axel Springer-tabloidavisen Bild kampagne "Stop Dutschke nu!". Bachmann fik syv års fængsel for attentatet og begik selvmord i fængslet. Dutschke overlevede attentatet, men fik omfattende hjerneskader. Da han var i bedring efter attentatet, led han af svært hukommelsestab og havde glemt navnene på familie og venner. Ifølge hans egen kone var han så svært skadet, at han på spørgsmålet: "Ved du, hvem Lenin var?", svarede "Nej."
Sammen med sin familie flyttede Rudi Dutschke til Storbritannien for at overvinde sine symptomer, og han måtte blandt andet lære at tale på ny. Han kom ind på Clare Hall på Cambridge University og færdiggjorde en uddannelse som sociolog i 1969. I 1971 blev han og familien imidlertid udvist af landet af den konservative regering under Edward Heath, da de var "uønskede fremmede", der foretog "undergravende virksomhed" mod Storbritannien, hvilket skabte politisk stormvejr i London. Familien flyttede herefter til kollektivet Aldershvile ved Knebel i Danmark og efterfølgende til Aarhus, efter at professor Johannes Sløk havde tilbudt Dutschke et job på Aarhus Universitet som undervisningsassistent, hvilket gjorde det muligt for ham at få dansk statsborgerskab.
Opholdet i Danmark var ikke altid positivt. På Aarhus Universitet var den kapitallogiske skole med bl.a. Hans-Jørgen Schanz som en af profilerne den dominerende marxistiske retning. Schanz har selv erklæret, at de var så uenige, at de knap kunne diskutere indbyrdes. En række venstresocialistiske grupperinger kritiserede Dutschke for "teoretisk afvigelse" og "aktionisme", og Gretchens replik hertil var: "De fleste danskere taler engelsk, hvis de ikke lige er trætte, ophidsede eller fulde. Altså forstod vi det hele, undtagen det vigtigste."
Fordelen ved Aarhus var, at "byen ligger kun et par timers kørsel fra den tyske grænse". Derfor genindtrådte Dutschke på den politiske scene i Vesttyskland i forbindelse med protester mod atomkraftværker i midten af 1970'erne, der startede en ny bevægelse på dette tidspunkt. Han deltog sidst i 1970'erne aktivt i opbygningen af partiet Die Grünen i Vesttyskland. Han begyndte også at arbejde med systemkritikere imod den kommunistiske regering i Østtyskland, Polen, Jugoslavien, Ungarn og Tjekkoslovakiet inklusive Robert Havemann, Wolf Biermann, Mihailo Petkovic, Milan Horáček, Adam Michnik, Ota Šik og flere andre.
Hjerneskaden, som var en følge af attentatet i 1969, medførte vedvarende sundhedsproblemer. Han druknede i badekarret juleaften 1979 i Aarhus efter et epileptisk anfald.
Rudi Dutschkes liv er beskrevet i Gretchen Dutschkes biografi "Wir hatten ein barbarisches, schönes Leben" (1996), i dansk oversættelse 1997, Forlaget Modtryk.

## Politisk anskuelse
Dutschke forsøgte at anvende og videreudvikle den af Karl Marx udarbejdede "Kritik af den politiske økonomi", som den foreligger i Marx' hovedværk, Kapitalen. Dutschke anså virksomhedernes placering og den sociale udvikling i Forbundsrepublikken for at være en del af et verdensomspændende og komplekst kapitalistisk system, som gennemsyrede alle livsbetingelser og undertrykte de lønafhængige befolkningsgrupper. Velfærdssystemet skabte samtidig en relativ velstand i de mest fremstående industrilande, hvilket ville føre til proletariatets afhængighed af kapitalismen for disse grupper og dermed medvirke til at tilsløre de reelle magtrelationer.
For forbundsrepublikkens vedkommende forventede Dutschke, at det såkaldte Wirtschaftswunder ville ophøre og blive afløst af en periode med stagnation. subsidier til uproduktive sektorer, som for eksempel de små landbrug og bjergværker, ville være umulige at finansiere. Den formodede massive udbygning af arbejdspladser i industrien ville desuden skabe en strukturkrise, som måtte føre til stadig dybere statslige indgreb i produktionen og udmønte sig i en "etatsliggørelse" af staten. Dette begreb, som Dutschke overtog fra en analyse af Max Horkheimer fra 1939, beskriver en stat, som har lagt det private erhvervsliv i lænker. Denne samfundstilstand kan kun opretholdes gennem voldsanvendelse mod de undertrykte.
Dutschke mente, at de teknologiske fremskridt kunne være udgangspunkt for den ønskede samfundsforandring. Især opfattede han computeren og atomkraften som de afgørende muligheder for at frigøre arbejderklassen.
Disse tekniske fremskridt kunne ifølge Dutschke frisætte arbejdskraften fra systemets tvang og kontrol. Hertil krævedes imidlertid en bevidstgørelse af den tyske arbejderklasse, som skulle erkende den strukturelle vold, som den kapitalistiske stat udøver.
Dutschke var inspireret af Rosa Luxemburg og kritiske marxister, og med inspiration herfra og gennem sit samarbejde med andre studerende fra Afrika og Latinamerica udviklede Dutschke en teori om udvikling af demokratiet til at revolutionere samfundet. Repræsentativt demokrati og Parlamentarisme udtrykte i hans øjne en „repressiv Tolerance“ , som tilslørede de herskende klassers udbytning af arbejdskraften og beskyttede de besiddendes privilegier. Dutschke var på denne baggrund fortaler for en forandring af Vestens demokratier, der skulle gå hånd i hånd med støtte til frihedsbevægelser i den tredje verden, ligesom der skulle ske en demokratisering af de kommunistiske lande i Østeuropa. Hans socialisme havde en kristen forankring; og Dutschke betegnede Jesus som den "største revolutionære" gennem tiderne. I påsken 1963 skrev han i begejstring, at "Jesus er genopstået. Verdenshistoriens fastlagte revolution har fundet sted - en revolution af en kærlighed, der besejrer alt."
Som tilhænger af Rosa Luxemburg er Dutschke kritiker af Lenin, som han bl.a. hævder konstant adskiller teori og praksis.
"At bolsjevikkerne med succes har gennemført oktoberrevolutionen i forbund med arbejdere, soldater og bønder, det ved vi fra hundreder af bøger. Men tallet på de bøger, der beskæftiger sig med sovjetternes nederlag, er stadigvæk ringe. Min tese er, at sovjetternes undergang hænger snævert sammen med den "nye" statsmaskines opstigning."

## Eftermæle
Der er opsat en mindetavle for Dutschke ved gymnasiet i Luckenwalde. På hjemstavnsmuseet i samme by er der udstillet en baskerhue, som han bar, når han var i aktion. Men for mange er symbolet på hans taler den sweater, han bar, når han "med en megafon i hånden tordnede mod Amerika og manede til kamp mod kapitalismens undergang. Den er hønsestrikket med grønne, brune og sorte striber." 
En vesttysk politibetjents nedskydning af Benno Ohnesorg i 1967 radikaliserede store dele af den tyske studenterbevægelse, hvilket indebar, at bevægelsen i vidt omfang anså vold som et legitimt middel for at opnå politiske mål, ligesom radikaliseringen dannede grundlag for etablering af terrorbevægelsen Rote Arme Fraktion. Den efterfølgende voldshandling mod Dutschke medførte en yderligere radikalisering af studenterbevægelsen, der stod bag flere bombeangreb og drab på politiske modstandere eller personer, som bevægelsen af andre årsager anså som legitime mål. Det er derfor blevet hævdet, at Dutschke var ansvarlig for denne udvikling, selv om han selv erklærede sig som modstander af denne udvikling, som han frygtede ville skade studenterbevægelsen. Han argumenterede i stedet for, at man burde ændre systemet indefra. Betydningen af Dutschkes idé om en "lang march gennem institutionerne" er i høj grad omtvistet af historikerne. De fleste historikere med speciale i ungdomsoprøret i '68 i Vesttyskland tolker det således, at Dutschke ønskede at skabe et alternativt samfund ved at nedbryde de samfundsinstitutioner, som Dutschske anså som umulige at reformere. Det anses for usandsynligt, at Dutschke ønskede at reformere samfundet indefra gennem det parlamentariske og judicielle system, hvor en række konservative kræfter var imod Dutschkes idéer.
Dutschkes kritikere har især fokuseret på, at han krævede, at Vesttyskland skulle meldes ud af NATO. Hvis landet blev tvunget til at stille tropper i den af ham forhadte Vietnam-krig, burde venstrefløjen gribe til våben i Tyskland, mente han. Ved Rote Armee Fraktion-medlemmet Holger Meins begravelse råbte Dutschke med hævet knytnæve:
"Holger, kampen går videre."
Mens disse eksempler har fået kritikerne til at hævde, at Dutschke sympatiserede med de voldelige revolutionære, afviser Dutschkes tilhængere, at han opfordrede til vold som politisk middel.
"De henviser til, at han som en af meget få studenteroprørere ønskede Tysklands genforening. Under opvæksten i DDR var han åbent imod også det østtyske militær og nægtede at aftjene sin værnepligt. Han opfordrede andre til at gøre det samme, og det fik det kommunistiske styre til at betragte ham som systemkritiker, hvilket var i overensstemmelse med sandheden. Han flyttede til Vestberlin kort før, Muren blev bygget, fordi han mente, at friheden her var større, om end ikke optimal."

## Udgivelser
- Dutschke, Rudi (1980), Mein langer Marsch: Reden, Schriften und Tagebücher aus zwanzig Jahren (tysk), Hamburg, DE: Rowohlt.
- Dutschke, Rudi (2003),  Dutschke, Gretchen (red.), Jeder hat sein Leben ganz zu leben (diaries) (tysk), Köln, DE: Kiepenheuer & Witsch, ISBN 3-462-03224-0 (1963–1979).
- Dutschke, Rudi (Summer 1982), "It Is Not Easy to Walk Upright", TELOS, New York: Telos Press (52).

## Eksterne links
- Rudi Dutschke på gravsted.dk

- Wikimedia Commons har flere filer relateret til Rudi Dutschke
- Rudi Dutschke på Internet Movie Database (engelsk)
- Rudi Dutschke på AarhusWiki.dk
- Dutschke, Rudi (biography) (tysk), DE: German Historic Museum.